# Petite Encyclopédie soviétique
La Petite Encyclopédie soviétique (en russe : Малая советская энциклопедия) est une encyclopédie généraliste publiée en Union soviétique.
Cet ouvrage connut trois éditions : 
- la première, en 10 volumes publiés entre 1928 et 1931 (les volumes étaient vendus dès qu'ils étaient publiés, d'où les dates de publication différentes pour chacun des volumes) ;
- la deuxième, en 11 volumes (sortis de 1936 à 1941) ;
- la troisième, en 10 volumes (sortis de 1958 à 1960).

## Sources
- (en) Cet article est partiellement ou en totalité issu de l’article de Wikipédia en anglais intitulé « Small Soviet Encyclopedia » (voir la liste des auteurs).